# Christina von Bülow

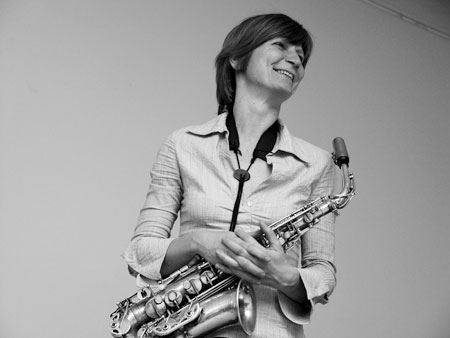
Christina von Bülow (2014)

Christina von Bülow (* 1962) ist eine dänische Jazzmusikerin (Altsaxophon, Flöte).

## Leben und Wirken
Bülow kam durch ihren Vater, den Jazzgitarristen Fritz von Bülow, zum Jazz. Als Teenager lernte sie zunächst Flöte, bevor sie sich dem Altsaxophon zuwandte, das ihr Hauptinstrument wurde. Zwischen 1986 und 1990 studierte sie am Rytmisk Musikkonservatorium. Daneben nahm sie Privatunterricht bei Stan Getz und besuchte Clinics bei Lee Konitz.
Seit 1993 leitet sie ihr eigenes Trio (mit dem Gitarristen Jacob Fischer und dem Bassisten Jens Skou Olsen) das 1994 mit Jan Allan ihr erstes Album einspielte. Daneben leitet sie mit dem Pianisten Ben Besiakov ein Quartett, das häufig mit Bernt Rosengren aufgetreten ist. 2007 nahm sie mit Horace Parlan und Jesper Lundgaard das Album My Little Brown Book auf. Mit Fredrik Lundin leitet sie das Quintett Silhouette und mit dem Pianisten Søren Kristiansen spielt sie in der Gruppe Time Out, aber auch im Duo und im Trio. Ferner trat sie mit Rune Gustafsson, Georg Riedel, Herlin Riley, Allan Botschinsky, Putte Wickman, Doug Raney, Marilyn Mazur, Mikkel Nordsø und der DR Big Band auf. Auch ist sie auf Aufnahmen von Erling Kroner, Jan Kaspersen, Silvana Malta, Thulla, Steen Rasmussen oder Niels Jørgen Steen zu hören. Der Diskograph Tom Lord verzeichnete 34 Aufnahmen Bülows zwischen 1991 und 2018.

## Preise und Auszeichnungen
Christina von Bülow wurde zunächst 1994 mit dem JASA-Preis der dänischen Jazzkritik geehrt. 2002 erhielt sie den Ben Webster Prize, dem 2009 der Jazzpreis der Kopenhagener Palæ Bar und 2013 der Bent-Jædig-Preis folgten. 2014 wurde sie in Kraks Blå Bog aufgenommen.
Für ihre Alben West of the Moon (2001) und A Primera Vez (2004) wurde sie für einen Danish Music Award nominiert.

## Diskographische Hinweise
- Solitude (Music Mecca 1997)
- Christina von Bülow / Søren Kristiansen Aakjær i Toner (GTW 2012)
- Christina von Bülow / Søren Kristiansen / Jesper Lundgaard feat. Eliot Zigmund The Good Life (Stunt Records, 2012)
- On the Brink of a Lovely Song (Storyville 2018, mit Palle Danielsson, Eliot Zigmund sowie Pelle von Bülow)
- Bernt Rosengren Quartet & Christina von Bülow: Live (pb7, 2019)
- Claes Janson & Christina von Bülow Featuring Emily McEwan: Det regnar i min stad (Stunt Records 2022)